# Coléoptérologie

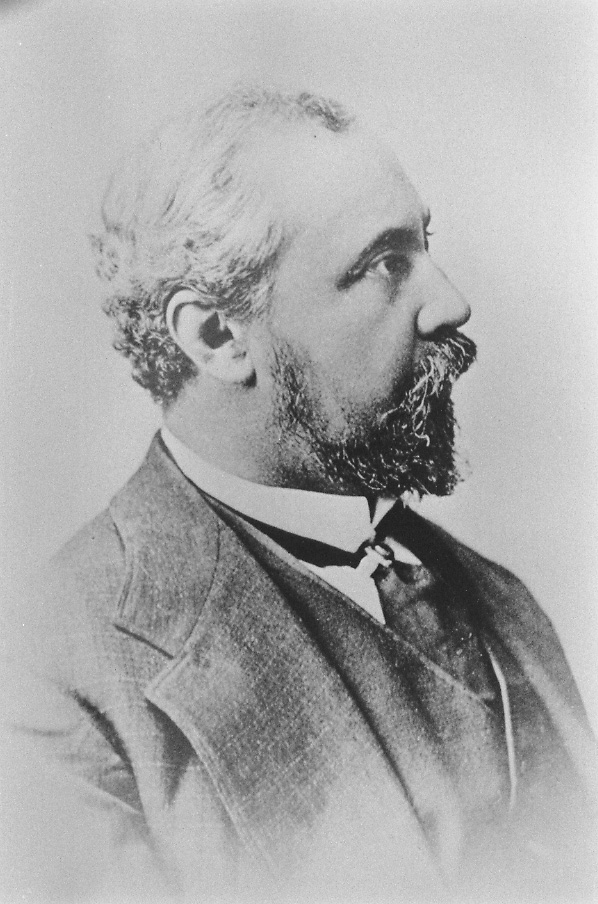
John Lawrence LeConte (1825-1883) : l’un des pionniers de la coléoptérologie.

La coléoptérologie est la discipline de l’entomologie qui étudie l’ordre des coléoptères (Coleoptera).

## Histoire
Le terme « coléoptère » κολεόπτερος (koleόpteros) a été forgé par Aristote il y a plus de 2 000 ans pour décrire ces insectes « aux ailes protégées par un fourreau ». Ce philosophe est par exemple le premier à décrire le clairon des abeilles (Trichodes apiarius), espèce bien connue des jardiniers et surtout des apiculteurs. Le naturaliste néerlandais Jan Swammerdam (1637-1680) fut l'un des premiers à apporter des prémices d’organisation à l’entomologie et une définition scientifique aux coléoptères. Il faudra ensuite attendre 1844 que John Lawrence LeConte publie ses premiers articles dédiés spécialement aux coléoptères. Il deviendra par la suite un expert mondialement reconnu du sujet et est souvent considéré comme le premier coléoptérologue de l’histoire.

## Coléoptérologues notables
- Édouard Ménétries (1802-1861)
- Viktor Motchoulski (1810-1871)
- Gueorgui Jacobson (1871-1926)
- Henry Normand (1868-1959)
- Nikolaï Plavilchtchikov (1892-1962)
- Anthony Adrian Allen (1913-2010)
- Roy Crowson (1914-1999)